# 高屏第二東西向快速公路
高雄－屏東間東西向第二快速公路，簡稱高屏第二快速公路或高屏二快，為省道的台90線編號。是規劃中的台灣東西向快速公路之一。西起高雄市左營區接台1線，東至屏東縣長治鄉接國道三號，計畫長度22.6公里，交通部公路總局同意將優先興建屏東路段。

## 緣起
高屏兩地往來頻繁，早為同一生活圈，但因高屏往來唯一東西向快速公路台88線面臨交通流量飽和、動輒塞車，因此交通部公路總局計畫興建第二條東西向快速公路因應，即高屏二快。預期完工後，對屏北地區及屏東市居民，來往高雄市區及高鐵左營站，將更加便利。

## 建設計畫
2012年11月啟動可行性評估。
交通部公路總局綜合分析以高雄市仁武區到屏東縣長治鄉B1路廊最佳，B1路廊總長20.2公里，以仁武區國道十號仁武交流道為起點，往東北以橋樑型式跨越國道七號。東行穿越鳳梨山群入平原區，以橋樑型式跨越省道台29線並設交流道；續東行跨越高屏溪，以地下道型式穿越堤防路（縣道189甲線）及設置西側匝道後，以地下道穿越屏東機場，往東出土以橋樑型式跨越省道台3線與省道台27線設交流道，再往東北行於台27線南側，至國道三號屏東交流道至長治交流道間設置系統交流道做為路廊終點。
屏東縣政府於2017年3月23日立法院交通委員會考察屏東地區交通及觀光建設時建議，屏東端路線宜作調整，路線過高屏溪後往北偏移，沿屏東機場北側堤防路行經台3線，過台3線後沿既有台電高壓鐵塔路線布設。
高雄市政府要求，從原本國道十號的起點，延長到高鐵平面道路，而屏東端也有從台27線，再連接到國道三號屏東交流道的需求，使得整體計畫益趨複雜。長度24.8公里，總經費360多億元的高屏第二快速公路，交通部公路總局將於2017年6月份完成修正成果，再報請行政院核定。

## 計畫沿革
依據目前路線的路廊規劃，西起高雄左營高鐵路，向東延伸，跨越台1線後，沿線設有國道1號系統交流道、八德二路交流道、國道10號系統交流道、義大二路交流道、台29線交流道、台3線交流道，並於長治鄉設置系統交流道銜接國道3號，全長22.6公里。主要採高架橋樑興建，包括高雄端一座零點六公里長的隧道，雙向四車道設計。
2018年4月15日，公路總局及與會的規劃公司建議路線往北調整，避開高屏溪攔河堰及軍事營區，全案必須完成二階環境影響評估，做成以上狀況環評通過機會才高，可行性與效益亦均能提高，北移後所使用到的台糖土地比最初路線多，可避開密集聚落及減少建物拆遷。
2018年7月7日，屏東縣政府向行政院簡報，提出「一捷、二鐵、三快速」交通路網需求，第二東西向快速道路新左營到國道三號，也能規劃延伸到正建置中的內埔水門轉運站。
高屏二快於2019年6月1日啟動綜合規劃與環評作業。原先估算經費約新臺幣390億元，因高雄市政府要求增加交流道（連接台1線、八德二路）及景觀橋等施工項目，經費增加到636億元，預計2032年全線完工。
2021年7月21日，因為高屏二快路線經過高屏溪攔河堰等重大集水區範圍內，依《環境影響評估法》規定必須進行第二階段環境影響評估，經環評大會認定將本案送入二階環評。
2023年1月3日，行政院拍板核定高鐵延伸屏東的修正版本，從高鐵左營站至高鐵屏東站的路線將會與高屏二快共用路廊平行共構，避開原路線經過的高雄仁武石化廠區。
2024年9月18日，行政院環境部通過高屏二快第二階段環境影響評估初審，但因跨越高屏溪及環境生態問題，環評委員要求補正其水質監測、生態廊道、樹木移植、斷層監測等計畫，並評估低碳建材、綠電設施等項目，補正後送交環評大會。12月11日，高屏二快通過二階環評。

## 預定交流道
| 高屏第二東西向快速公路路線設施里程一覽表 |      |          |          |          |        |        |                                       |                                       |
| 標誌                                     | 里程 | 名稱     | 順樁預告 | 逆樁預告 | 形式   | 通車日 | 銜接道路 →聯絡地區                    |                                       |
|                                          | 0.0  | 左營端   |          |          | 直接式 | 2032年 | 台1線、高鐵路 · →高鐵左營站、高雄市區 | 台1線、高鐵路 · →高鐵左營站、高雄市區 |
|                                          |      | 高雄系統 |          |          | 未定   | 2032年 | 中山高速公路                          | 中山高速公路                          |
|                                          |      | 八卦寮   |          |          | 未定   | 2032年 | 八德二路 →仁武區、仁武工業區          | 八德二路 →仁武區、仁武工業區          |
|                                          |      | 仁武系統 |          |          | 複合型 | 2032年 | 高雄港東側聯外高速公路、高雄支線      | 高雄港東側聯外高速公路、高雄支線      |
|                                          |      | 義大     |          |          | 未定   | 2032年 | 義大二路 →仁武區、義大世界            | 義大二路 →仁武區、義大世界            |
|                                          |      | 大樹     |          |          | 未定   | 2032年 | 台29線 · →大樹區                      | 台29線 · →大樹區                      |
|                                          |      | 九如     |          |          | 未定   | 2032年 | 台3線 · →屏東市、九如鄉               | 台3線 · →屏東市、九如鄉               |
|                                          | 22.6 | 屏東系統 |          |          | 未定   | 2032年 | 福爾摩沙高速公路 · →長治鄉、鹽埔鄉    | 福爾摩沙高速公路 · →長治鄉、鹽埔鄉    |